# دير أبو حنس (قرية)
قرية دير أبو حنس هي إحدى القرى التابعة لمركز ملوى بمحافظة المنيا في جمهورية مصر العربية. حسب إحصاءات سنة 2006، بلغ إجمالي السكان في دير أبو حنس 19638 نسمة، منهم 9879 رجلا و9759 امرأة.